# Dendropsophus bifurcus
La rana payaso (Dendropsophus bifurcus) es una especie de anfibio anuro de la familia Hylidae.
Habita en Bolivia, Brasil, Colombia, Ecuador y Perú.
Sus hábitats naturales incluyen bosques tropicales o subtropicales secos y a baja altitud, montanos secos, marismas de agua dulce, corrientes intermitentes de agua, zonas previamente boscosas ahora muy degradadas y estanques.